# Rowlandius guamuhaya
Espèce
Rowlandius guamuhaya est une espèce de schizomides de la famille des Hubbardiidae.

## Distribution
Cette espèce est endémique de la province de Sancti Spíritus à Cuba. Elle se rencontre vers Trinidad dans l'Escambray.

## Description
Le mâle holotype mesure 3,36 mm et la femelle paratype 3,16 mm.

## Étymologie
Son nom d'espèce lui a été donné en référence au lieu de sa découverte, le massif de Guamuhaya.

## Publication originale
- Teruel, Armas & Rodríguez, 2012 : Adiciones a los esquizómidos de Cuba central, con la descripción de cuatro nuevos Rowlandius Reddell & Cokendolpher 1995 (Schizomida:Hubbardiidae). Revista Iberica de Aracnologia, vol. 21, p. 97-112 (texte intégral).